# 白腹鼠
白腹鼠（学名：Niviventer coxingi），又名刺鼠，齧齒目鼠科台灣特有種，分類上屬於白腹鼠屬，該屬在台灣僅有兩種，分別是高山白腹鼠(Niviventer culturatus)以及刺鼠，兩者皆為台灣特有種。刺鼠種名部分的Coxingi，即是由其台灣俗名「國姓鼠」而來。

## 體型特徵
身長15至20釐米，尾長約18至23釐米，體色背面為黃褐色，間雜有剛毛(或稱刺毛,此項特徵就是牠名稱的由來)，腹部為白色且柔細的短毛，背腹間界線分明；其特徵為尾部比身體長，尾巴上部為灰黑色，下部白色，與體色相同，尾部的雙色亦界線分明。

## 分部區域
台灣全島的中低海拔草地及森林地皆有可能發現，有部分調查曾經在高海拔地區發現屍體，但是否為活體會分佈到高海拔，還是其他因素被帶往高海拔地區，仍需要調查，目前最高發現約為海拔2900公尺左右的山區。

## 行為特性
此種鼠類會爬樹，有不少目擊或者於樹上捕捉到的報告；台灣原住民會捕捉刺鼠烹煮，據說滋味頗為鮮美。